# Tess of the d'Urbervilles
Tess of the d'Urbervilles is een roman uit 1891 van de Engelse schrijver Thomas Hardy. Hij verscheen in eerste instantie in de tijdschriften The Graphic en Harper's Bazaar tussen juli en december 1891. Eerder was het verhaal afgewezen door het krantensyndicaat Tillotson and Son, dat bezwaren had tegen enkele passages uit de roman. Ook twee andere tijdschriften, Murray's Magazine en Macmillan's Magazine, weigerden het manuscript. Uiteindelijk schrapte Hardy een aantal van de gewraakte delen om het werk toch gepubliceerd te krijgen. De verwijderde delen voegde hij overigens weer toe toen de roman in boekvorm verscheen.
Het werk werd goed verkocht en ook de kritieken waren aanvankelijk goed. Spoedig verschenen er echter negatieve recensies, waarin overigens niet werd getwijfeld aan de literaire kwaliteiten, maar de inhoud van het verhaal ter discussie werd gesteld. Deze kritiek trok Hardy zich zeer aan en toen zich dit herhaalde na zijn roman Jude the Obscure besloot hij met zijn prozawerk te stoppen en ging hij over op poëzie. 'Tess' bleef echter goed verkopen. De negatieve kritiek is verstomd en het boek wordt nu door velen gezien als Hardy's meesterwerk en als een klassieker in de Engelstalige literatuur.

## Achtergrond
Net als een aantal andere grote romans en verhalen van Hardy speelt 'Tess' zich af in het fictieve graafschap Wessex. Ook in dit werk spelen de grote veranderingen in het victoriaanse Engeland een belangrijke rol. Met name de veranderende religieuze inzichten (onder andere door het onderzoekswerk van Charles Darwin) en de economische ontwikkelingen als gevolg van de industriële revolutie waren ingrijpend. Hardy's ideeën daarover, zijn voor die tijd liberale seksuele en religieuze standpunten en zijn oog voor de sociale gevolgen van de omwentelingen en de vervreemding van de natuur zijn in dit werk duidelijk herkenbaar.

## Samenvatting
Tess is het oudste kind in het eenvoudige boerenarbeidersgezin van John en Joan Durbeyfield. Zij is de hoop op een betere toekomst voor haar arme familie, vooral nadat het paard waarvan haar vader voor zijn werk afhankelijk is in een ongeluk gedood wordt. Als haar vader tijdens een toevallige ontmoeting met de dominee te horen krijgt dat hij vermoedelijk afstamt van het oeroude (maar uitgestorven) geslacht van de familie d'Urberville krijgt hij hoop op verbetering van zijn lot. In de omgeving blijkt nog een familie te wonen met die naam, de Stoke d'Urbervilles, die overigens behoren tot de 'nieuwe rijken' en de naam en het familiewapen gekocht hebben. Tess wordt eropuit gestuurd om de familierelatie te bevestigen. Zij wordt verleid en verkracht door de arrogante zoon Alec, raakt zwanger en keert terug naar huis. Zij bevalt van een zoon, die echter na korte tijd overlijdt. Zij doopt hem zelf en geeft hem de naam Sorrow (Smart). De dominee weigert om het kind in gewijde grond te laten begraven.
Tess gaat werken op een zuivelboerderij, waar zij de aandacht trekt van Angel Clare, de agnostische zoon van een evangelisch geestelijke, die, anders dan zijn broers, kiest voor een ander beroep: hij wil zijn eigen bedrijf beginnen. Na veel twijfels besluit zij met Angel te trouwen. Als zij elkaar op de avond van hun huwelijk hun verleden vertellen, blijkt Angel, hoewel zelf ook niet geheel puur, niet te kunnen leven met het verleden van Tess en verlaat haar.

Door de nood gedreven keert zij terug naar Alec. Angel is inmiddels in het buitenland op zoek naar een goede plek om een eigen boerderij te beginnen. Als hij terugkeert, vol berouw over zijn behandeling van Tess, komt hij erachter dat zij samenleeft met Alec, die haar had bezworen dat Angel nooit terug zou keren. Na een heftige woordenwisseling doodt zij Alec en slaat samen met Angel op de vlucht door het New Forest in een poging op een schip naar het buitenland te belanden. Uiteindelijk wordt het paar in een dramatisch hoogtepunt opgespoord bij Stonehenge. Tess wordt opgesloten en opgehangen voor de moord op Alec.

## Bewerkingen

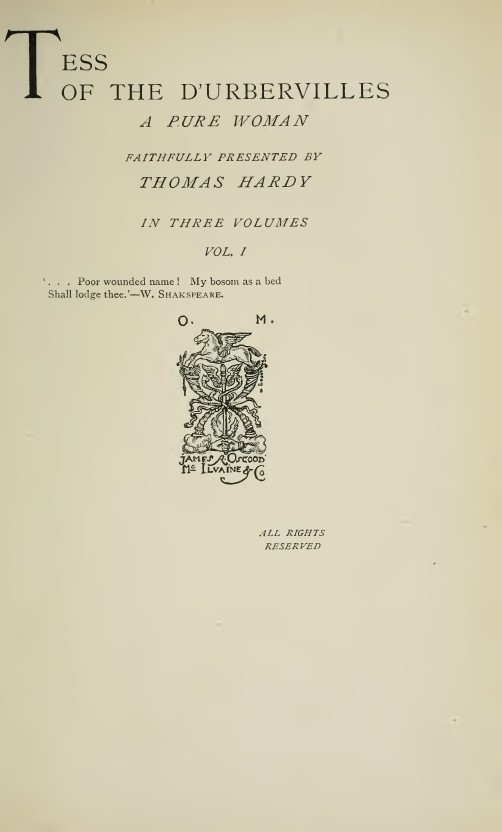
Tess d'Urbervilles

'Tess of the d'Urbervilles' is diverse malen bewerkt voor toneel, televisie en film.
Toneel
- 1897: een productie van Lorimer Stoddard. De hoofdrol werd vertolkt door Minnie Maddern Fiske. In 1913 werd het toneelstuk ook verfilmd, maar hier zijn geen exemplaren meer van in omloop.
- 1906: een Italiaanse operaversie van het verhaal, geschreven door Frédéric d'Erlanger.
- 1946: een bewerking door toneelschrijver Ronald Gow.
- 2007: Tess, The New Musical (een rockopera) met muziek en tekst door Annie Pasqua.

Film
- 1913: een stomme film-versie van het hierboven genoemde toneelstuk. Tegenwoordig een verloren film.[1]
- 1924: Tess of the d'Urbervilles, eveneens een verloren film.[2]
- 1979: Tess, een film van Roman Polanski.

Televisie
- 1952: een bewerking voor BBC TV door Michael Henderson.
- 1998: Tess of the D'Urbervilles, een drie uur durende miniserie geregisseerd door Ian Sharp, die het verhaal heel nauwgezet volgt.
- 2008: Tess of the D'Urbervilles, een tweede miniserie.